# Ctenus cruciatus
Ctenus cruciatus este o specie de păianjeni din genul Ctenus, familia Ctenidae, descrisă de Franganillo, 1930.
Este endemică în Cuba. Conform Catalogue of Life specia Ctenus cruciatus nu are subspecii cunoscute.